# Бєлой Олександр Сергійович
Олександр Сергійович Бєлой (6 жовтня 1882 — 9 травня 1938) — російський і радянський воєначальник, військовий історик, комбриг.

## Біографія
Уродженець міста Полтава. Освіту здобув в Петровському Полтавському кадетському корпусі. 
У 1903 році закінчив Михайлівське артилерійське училище. З училища випущений підпоручиком в 9-у артилерійську бригаду. Пізніше служив у лейб-гвардії 2-й артилерійської бригади. Поручиком (станом на 10 жовтня 1906 року).
У 1909 році закінчив Миколаївську академію Генерального штабу за першим розрядом. Капітан (станом на 30 квітня 1909 року). Цензове командування ротою відбував у лейб-гвардії Ізмайловському полку (27 жовтня 1909 року - 08 листопада 1911 року). 
З 26 листопада 1911 року — помічник старшого ад'ютанта штабу Віленського військового округу (2 роки 8 місяця). 
В.о. помічника начальника відділення ГУГШ (4 місяці). Старший ад'ютант штабу 2-го кавалерійського корпусу (3 місяці). Старший ад'ютант штабу 49-ї Пех. дивізії (1 місяць).
В.о. штаб-офіцера для доручень ген-квартирмейстера штабу Головнокомандувача арміями Південно-Західного фронту (4 місяці). Підполковник (станом на 15 червня 1915 року). З 15 червня 1915 року - помічник начальника відділення управління ген-квартирмейстера штабу Південно-Західного Фронту. 
З 21 вересня 1916 року - В.О. начальника штабу 2-й (за Списком ГШ 1917 - 4-й) стрілецької дивізії. Полковник (станом на 6 грудня 1916). Діловод ГУГШ (1 рік).
Добровільно вступив в РККА . 
З 5 листопада 1918 року по 31 січня 1919 року начальник штабу 4-ї армії ;
У 1920 командував 3-й армією. З 11 лютого 1921 по 25 березня 1921 командував 4-ю армією . Включений до списків Генштабу РККА від 15 липня 1919 року та 07 серпня 1920 року. 
З 19 жовтня 1922 року начштабу ГУВУЗ. Пізніше викладач і старший керівник військово-історичного факультету Академії Генерального штабу РСЧА, доцент, комбриг.
Мешкав у Москві за адресою вул. Велика Садова, будинок 6, квартира 12. 
Заарештований 17 березня 1938 року. Список Москва-Центр осіб призначених до засудження за 1-й категорією (розстріл), в якому значиться Бєлой, був підписаний Сталіним, Молотовим, Ворошиловим 3 травня 1938 року. 
Засуджений ВКВС СРСР 9 травня 1938 по звинуваченню в участі в контрреволюційній терористичної організації. Розстріляний в той же день на полігоні «Комунарка». 
Місце поховання: Комунарка .
Реабілітований ВКВС СРСР 24 листопада 1959 року.

## Праці
- Галицька битва [Архівовано 22 жовтня 2007 у Wayback Machine.], М.-Л. 1929;
- Вихід з оточення 19-го армійського корпусу у Томашова в 1914 р [Архівовано 22 жовтня 2007 у Wayback Machine.] М. одна тисяча дев'ятсот тридцять сім.

## Нагороди
- Орден Святого Станіслава 3-го ст. (06 грудня 1912 року).